# Passerelle de Saint-Antoine
La passerelle de Saint-Antoine est une passerelle de type pont suspendu, inaugurée en 1823 et aujourd'hui démontée, située en ville de Genève en Suisse.

## Situation et description
La passerelle Saint-Antoine est réalisée par l'ingénieur français Marc Seguin, l'ingénieur cantonal Guillaume-Henri Dufour et le physicien Marc-Auguste Pictet, sur un emplacement des fortifications de la ville, sur un fossé séparant les lieux dits « Saint-Antoine » et « Tranchées ». Vraisemblablement l'un des premiers ponts suspendus à câble métallique d'Europe, il comporte deux travées de 40 mètres chacune, suspendues par six câbles porteurs et séparées par une pile intermédiaire aménagée sur un terre-plein central. De plus deux piliers sont aménagés aux extrémités de la passerelle. Sa longueur était de 82 mètres, le tablier en bois avait 2 mètres de large et son poids était de 8 000 kg.
Dans années 1802-1803, la place Saint-Antoine avait été aménagée en promenade publique dans le cadre d'embellissement de la ville. En 1820, Genève est encore entourée de fortifications qui ne comportent que trois portes d'entrée dans la ville (la porte de Rive, De Neuve et de Cornavin). Cela limite son développement et les échanges économiques.  Cette passerelle piétonnière est imaginée pour relier les quartiers intra-muros de ceux extra-muros. 
La nouvelle passerelle va la relier l'ancien bastion du Pin également réaménagé (actuelle promenade du Pin) au plateau des Tranchées et à la place d'armes qui s'y trouve, enjambant la rue des Casemates (actuel boulevard Helvétique). Son aménagement léger et réversible évite d'ouvrir une brèche dans les enceintes de la ville, ce qui trouve l'assentiment du Conseil militaire d'alors. Elle est inaugurée le 1er août 1823. 
La passerelle disparaît dans les années 1850, lors la destruction des fortifications de la ville et la construction de la "ceinture fazyste". Les quartiers ensuite réaménagés seront reliés par des ponts.